# Pueblos algonquinos

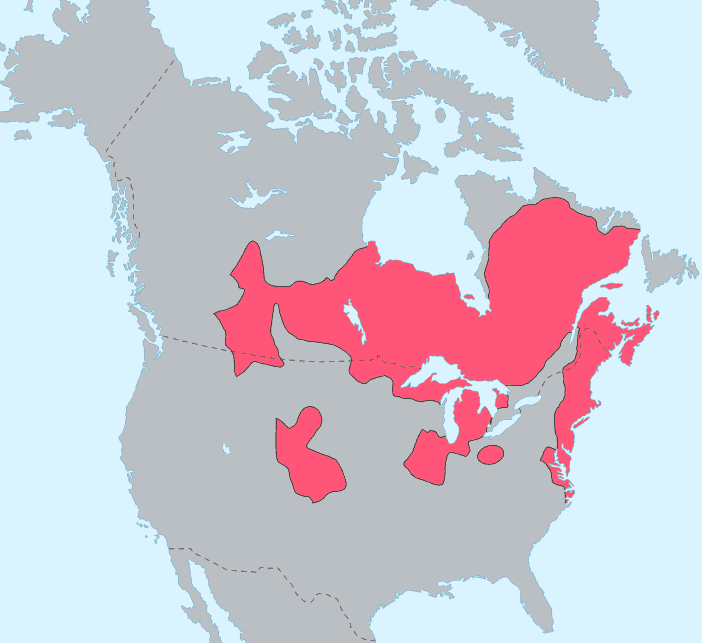
Distribución de las lenguas algonquinas antes del contacto con los colonizadores europeos

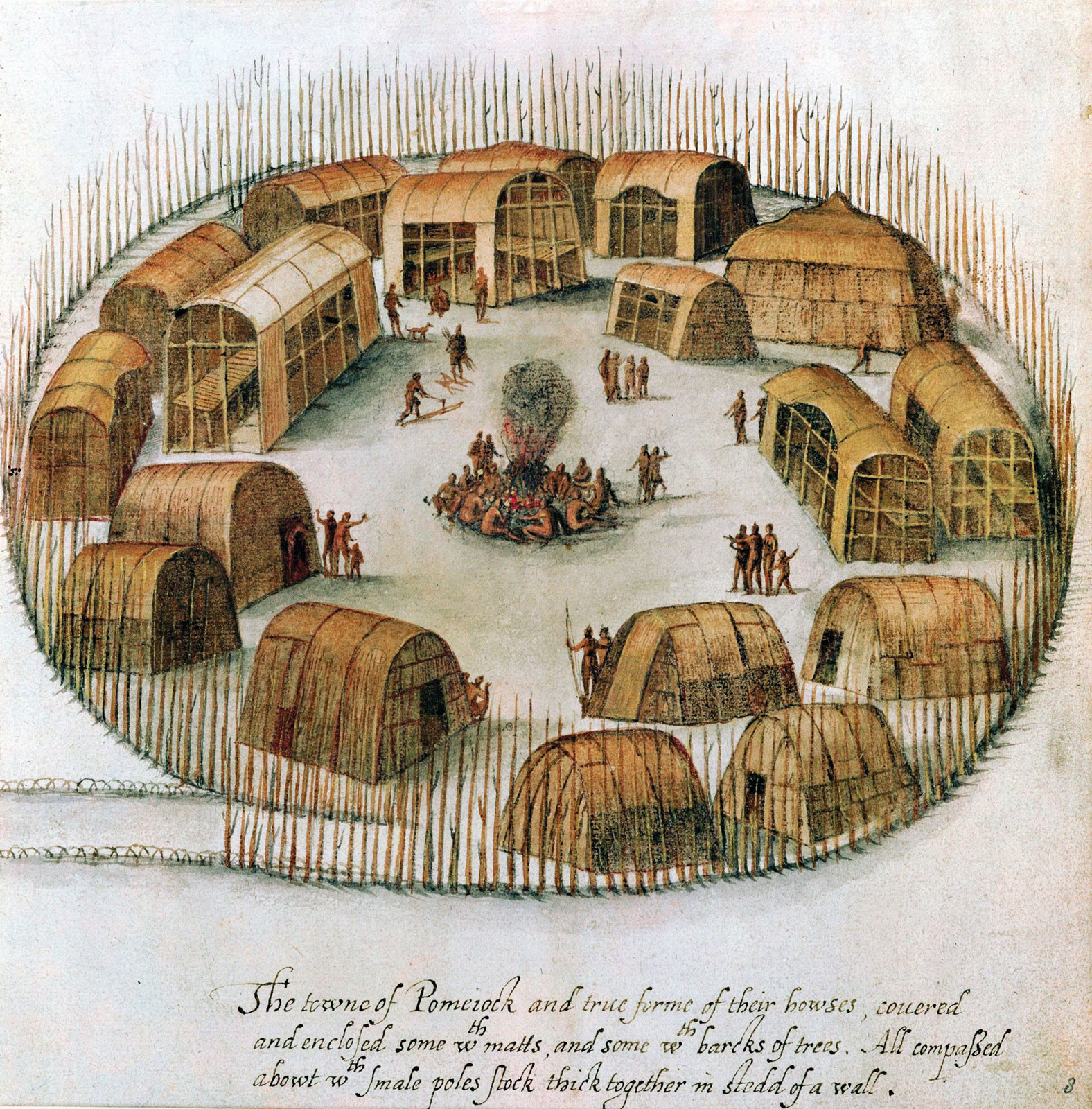
Un boceto del del pueblo algonquino de Pomeiock.

Los pueblos nativos americanos llamados algonquinos son uno de los más numerosos y extendidos grupos amerindios de Norteamérica, cuyas tribus originalmente se contaban por cientos y cientos de miles quienes siguen identificándose con los distintos pueblos algonquinos. Esta agrupación consiste en gente que habla lenguas algonquinas.

## Historia

### Periodo precolonial
Antes del contacto con los europeos, la mayor parte de los algonquinos vivían de la caza y la pesca, aunque no pocos complementaban su dieta cultivando maíz, judías verdes, calabacín y (particularmente entre los ojibwe) zizania.
Los algonquinos de Nueva Inglaterra (que hablaban algonquín oriental) practicaban una economía estacional. La unidad básica social era el pueblo de unos pocos cientos de habitantes relacionados por una estructura de parentesco. Los asentamientos de los pueblos eran temporales y móviles. Se movían a lugares que proporcionasen mayor cantidad de alimento natural, a menudo dividiéndose en unidades menores o recombinándose como las circunstancias requiriesen. Esta costumbre resultó en cierto grado de movilidad intertribal, especialmente en tiempos difíciles.

### Periodo colonial
En el momento de los primeros asentamientos europeos en América del Norte, los pueblos algonquinos ocuparon lo que ahora es Nuevo Brunswick y gran parte de lo que ahora es Canadá al este de las Montañas Rocosas; lo que ahora es Nueva Inglaterra, Nueva Jersey, el sureste de Nueva York, Delaware y la costa atlántica a través del Alto Sur; y alrededor de los Grandes Lagos en los actuales Minnesota, Wisconsin, Míchigan, Illinois, Indiana e Iowa. Se desconoce la patria de los pueblos algonquinos. En el momento de la llegada de los europeos, la hegemónica Confederación Iroquesa, con sede en las actuales Nueva York y Pensilvania, estaba regularmente en guerra con los vecinos algonquinos.

## Identidad tribal
Los pueblos algonquinos incluyen y han incluido poblaciones históricas en:
- Moheganos de Connecticut
- Chowanokes, originalmente de Carolina del Norte
- Pamlicos
  - Roanokes, originalmente de Carolina del Norte
    - Croatan, originalmente de Carolina del Norte
- Confederación Powhatan de Virginia
  - Pamunkey de Virginia
  - Powhatan de Virginia
- Wampanoag de Massachusetts
- Wabanaki de las provincias mar+ítimas atlánticas en Canadá y Nueva Inglaterra
  - Abenaki de Quebec, New Hampshire, Maine y Vermont.
  - Penobscot de Maine
  - Miꞌkmaq de Maine, New Brunswick, Nueva Escocia, Quebec y Terranova
  - Passamaquoddy de Maine y New Brunswick
  - Maliseet de New Brunswick y Quebec
- Shawnee, originarios del valle del río Ohio, actualmente en Oklahoma
- Pueblos algonquinos centrales 
  - Kikapú, originarios del sudeste de Míchigan y Wisconsin; actualmente en Kansas, Oklahoma, Texas, y el estado mexicano de Coahuila.
  - Peoria (Illiniwek), originarios de Illinois, actualmente Oklahoma
  - Anishinaabe de los Grandes Lagos, región subártica, llanuras del norte
    - Ojibwe de Minnesota, Dakota del Norte, and Míchigan y Ontario
    - Potawatomi de Míchigan, Indiana, Kansas, Oklahoma y Ontario
    - Odawa de Míchigan; actualmente Oklahoma y Ontario
    - Mississaugas de Ontario.
    - Nipissing de Ontario.
    - Algonquinos de Ontario y Quebec.

  - Cree de Alberta, Manitoba, Ontario, Saskatchewan, Territorios del Noroeste y Montana.

### En Nueva Inglaterra
Los colonos en el área de la bahía de Massachusetts encontraron primero a las tribus wampanoag, massachusett, nipmuck, pennacook, penobscot, passamaquoddy, y quinnipiac. Los mohegan, pequot, pocumtuc, podunk, tunxis, y narragansett estaban basados en el sur de Nueva Inglaterra. Los abenaki estaban ubicados en el norte de Nueva Inglaterra (Maine, New Hampshire y Vermont en el actual Estados Unidos y el este de la actual provincia canadiense de Quebec). Comerciaron con colonos franceses que se asentaron a lo largo de la costa atlántica y el río San Lorenzo. Los mohicanos estaban ubicados en el oeste de Nueva Inglaterra en la parte superior del valle del río Hudson (alrededor de la actual Albany). Estos grupos cultivaban, cazaban y pescaban.
Los algonquinos de Nueva Inglaterra como los piscataway (que hablaban algonquino oriental), practicaban una economía estacional. La unidad social básica era la aldea: unos pocos cientos de personas relacionadas por una estructura de parentesco de clan. Las aldeas eran temporales y móviles. La gente se mudó a lugares de mayor suministro de alimentos naturales, a menudo dividiéndose en unidades más pequeñas o reuniéndose según lo requirieran las circunstancias. Esta costumbre resultó en un cierto grado de movilidad intertribal, especialmente en tiempos difíciles. De abril a octubre, los nativos cazaban aves migratorias y sus huevos; en julio y agosto recolectaban fresas, frambuesas, arándanos y nueces; en septiembre, se dividían en pequeños grupos y subían por los arroyos hasta el bosque, donde cazaban castores, caribúes, alces y venados de cola blanca.
Los algonquinos del sur de Nueva Inglaterra dependían predominantemente de la agricultura de tala y quema. Limpiaban los campos quemándolos durante uno o dos años de cultivo, tras lo cual la aldea se trasladaba a otro lugar. Esta es la razón por la que los ingleses encontraron la región relativamente despejada y lista para plantar. Mediante el uso de varios tipos de maíz, frijoles y calabazas nativas, los pueblos del sur de Nueva Inglaterra pudieron mejorar su dieta hasta tal punto que su población aumentó y alcanzó una densidad de 287 personas por 100 millas cuadradas en comparación con 41 en el norte.
Se estima que, hacia el año 1600, la población indígena de Nueva Inglaterra alcanzaba entre las 70 000–100 000 personas.

### Medio oeste
Los franceses encontraron pueblos algonquinos en esta área a través de su comercio y colonización limitada de Nueva Francia a lo largo de los ríos Misisipi y Ohio. Los pueblos históricos del país de Illinois fueron los shawnee, los illiniwek, los kikapú, los menomini, los miami, los sauk y los meskwaki. Estos últimos también eran conocidos como Sac y Fox, y más tarde conocidos como los indios meskwaki, que vivían en todo el actual Medio Oeste de los Estados Unidos.
Durante el siglo XIX, muchos nativos americanos del este del río Misisipi fueron desplazados a grandes distancias a través de la aprobación y aplicación de la legislación de expulsión de indios de los Estados Unidos; obligaron a la gente al oeste del río Misisipi a lo que designaron como territorio indio. Después de que Estados Unidos extinguiera los reclamos de tierras indígenas, esta área fue admitida como el estado de Oklahoma a principios del siglo XX.

### Upper west
Los pueblos ojibwe/chippewa, odawa, potawatomi, y una variedad de grupos cree vivieron en la península superior de Míchigan, Western Ontario, Wisconsin, Minnesota, y las praderas canadienses. Los arapajó, pies negros y cheyenne florecieron como pueblos originarios de las Grandes Llanuras.

### Lista de pueblos históricos de habla algonquina
- Algonquinos
- Abenaki
  - Missiquoi
  - Pennacook
- Arapaho
- Beothuk
- Pies negros
- Cheyenne
- Chowanoke
- Cree
- Gros Ventre
- Illinois
- Kikapú
- Lenape
  - Munsee
    - Wappinger

  - Unami
- Meskwaki
- Menomini
- Mohicanos
- Maliseet
- Mascouten
- Massachusett
- Mattabesic
  - Mattabessett
  - Podunk
  - Tunxis
  - Paugussett
  - Quinnipiac
  - Unquachog
- Miami
- Mi'kmaq
- Montaukett
- Mohegan
- Nanticoke
  - Piscataway
    - Nacotchtank
- Narragansett
- Nipissing
- Nipmuc
- Odawa
- Ojibwe
  - Mississauga
- Passamaquoddy
- Penobscot
- Pequot
- Potawatomi
- Powhatan
- Sauk
- Shawnee
  - Chalahgawtha
  - Hathawekela
  - Kispoko
  - Mekoche
  - Pekowi
- Secotan
  - Roanoke
    - Croatan
- Wampanoag
- Weapemeoc
- Plains Cree

|}